# 息妫
息妫（？—？），妫姓，春秋时陈国人。因为先后嫁与息侯、楚文王，所以又叫做息妫、息夫人、息君夫人或文夫人。也因姿色美豔而被称為“桃花夫人”。

## 生平

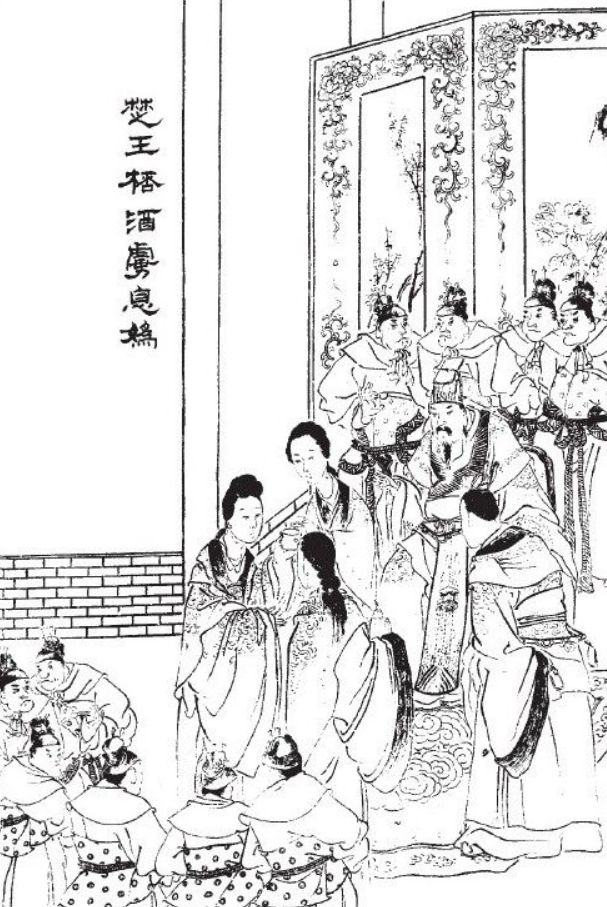
小说《东周列国志》插画：楚王杯酒虏息妫

### 初嫁息侯
根据左传的记载，息妫和姐姐蔡妫在公元前684年（陈宣公九年、楚文王六年）六月分别出嫁到息国和蔡国。由于陈国和息国并不接壤，需要途经蔡国，蔡哀侯以她是妻子妹妹的名义停止息媯的隊伍，強佔息媯。息侯听说后，非常生气，但因本国势小力弱，便派人对楚文王说：“请您假装攻打我国，因为我和蔡侯是连襟的关系，他必会帮我，这样您就有理由攻打蔡国了。”楚文王听从了这个建议，于是在九月份发兵进攻蔡国，并在“莘”大败蔡军，蔡哀侯也被俘虏。
到了公元前680年（楚文王十年），蔡哀侯仍对四年前被息国欺骗，而遭到俘虏的事情感到愤恨，于是就向楚文王称赞息妫的美貌。楚文王听后非常心动，便以前去赴宴的名义一举灭掉息国，息妫也被带到楚国。

### 后嫁楚文王
息妫到楚国后，虽然为楚文王生下两個兒子。却是一直闷闷不乐，也不愿主动说话，楚文王问是什么原因，她回答说：“我身为女子，却嫁了两任丈夫，既然不能死，那又有什么好说的呢？”楚文王知道她是伤感息国的灭亡，为了取悦息妫的欢心，便以蔡哀侯从中挑拨为由，在当年秋天进攻蔡国，蔡哀侯再次被俘，最终客死楚国。对此，《左传》评论说：《商书》中说的“恶蔓延的时候，就像野火燎原一般，如果不靠近他，那要怎样来扑灭呢？”这恐怕就是指像蔡哀侯这样的人。

### 楚文王去世后
公元前675年（楚文王十五年），楚文王在打败黄国，在班师回国的途中得病，随后于六月份去世。君位由他和息妫所生的长子艰继位，是为堵敖。但在三年后，堵敖就在政变中为同母弟恽所杀。恽继承了他的位置，这就是后世所称的楚成王。楚成王幼年初立，朝政多由叔叔，也就是文王的弟弟，时任令尹的子元所掌握。
公元前666年（楚成王六年），子元为了引诱寡居的息妫出轨，便在她居住的宫殿旁边跳一种叫做“万”的舞蹈。息妫听到后，便哭着说：“先王（指楚文王）要人跳这种舞，是用作习战争演练。现如今您不用这种方法来进攻仇敌，却要用在我这个未亡人旁边，这难道不是件奇怪的事情吗？”子元知道后，感叹道：“一个妇道人家都知道要打击仇敌，我反而忘记了。”于是在当年秋天率军攻打郑国。
公元前664年（楚成王八年），子元出征郑国回来后，就强行和息妫住到一起，还将劝阻他的大臣鬬射师（即鬬廉）抓了起来。而在这年秋天，申公鬬班发动政变杀死了子元，他的父亲鬬穀於菟（字子文）获得了令尹之位。

## 传说和纪念
息妫在西汉刘向所著的《列女传》中有完全不同的故事。书中说：息国被灭后，息侯夫妇被带到楚国，不但强纳息妫为妻，还命息侯守城门。而息妫乘楚王一次出游的机会，逃出宫去和息侯相见，最后双双自杀殉情。
民间传说她殉情之时正值三月桃花开，所以又封她为三月桃花神。在汉阳（今属黄陂）建有“桃花夫人庙”祭祀。
在原息国故地，今河南息县立有“息夫人雕像”。

### 和息妫有关的诗画
历代的文人墨客感叹息妫的命运多舛，写下不少诗词。
有像唐朝诗人王维的《息夫人》：“莫以今时宠，能忘旧日恩。看花满眼泪，不共楚王言。”表现了作者对她的理解和同情。
也有如杜牧的《题桃花夫人庙》：“细腰宫里露桃新，脉脉无言几度春。至竟息亡缘底事，可怜金谷坠楼人。”认为息妫不应屈从楚王，而应该像石崇的小妾绿珠那样宁死不从，以死明志。
清代邓汉仪的《题息夫人庙》：楚宫慵扫黛眉新，只自无言对暮春。千古艰难唯一死，伤心岂独息夫人！
清末吴友如和当代的张大千皆绘有《息夫人》画像。

## 评价
后世流传的息妫殉情故事，反映了她在古代社会的争议性。现代文学家周作人总结道：“她以倾国倾城的容貌，做了两任王后，她替楚王生了两个儿子，可是没有对楚王说一句话。然而息夫人的名声也就因此大起来了。老实说，这实在是妇女生活的一场悲剧，不但是一时一地一人的事情，差不多就可以说是妇女全体命运的象征。”

## 脚注
1. ↑  《系年》蔡哀侯取妻於陳，賽（息）侯亦取妻於陳，是賽（息）媯。賽（息）媯將歸於賽（息），過蔡，蔡哀侯命止之。曰：「以同姓之故，必內」。賽（息）媯乃內于蔡，蔡哀侯妻之。賽（息）侯弗順，乃使人于楚文王，曰：「君來伐我，我將求救於蔡，君焉敗之。」
2. ↑  《左传·庄公十年》：夏.六月……蔡哀侯娶于陈.息侯亦娶焉.息妫将归.过蔡.蔡侯曰.吾姨也.止而见之.弗宾.息侯闻之怒. 使谓楚文王曰，伐我.吾求救于蔡而伐之.楚子从之
3. ↑  《左传·庄公十四年》：“蔡哀侯为莘故，绳息妫以语楚子。楚子如息，以食入享，遂灭息，以息归……”
4. ↑  《左传·庄公十四年》：“……，生堵敖及成王焉。”
5. ↑  《左传·庄公十四年》：未言，楚子问之，对曰“吾一妇人而事二夫，纵弗能死，其又奚言？”
6. ↑  《左传·庄公十四年》：“楚子以蔡侯灭息，遂伐蔡。秋七月，楚入蔡。”
7. ↑  《商书》所谓‘恶之易也，如火之燎于原，不可乡迩，其犹可扑灭’者，其如蔡哀侯乎！
8. ↑  《左传·庄公二十八年》：子元曰：“妇人不忘袭仇，我反忘之！”
9. ↑  《左传·庄公三十年》：“楚公子元归自伐郑，而处王宫。鬬射师谏，则执而梏之。秋，申公鬬班杀子元，鬬穀於菟为令尹”
10. ↑  《列女传·贞顺传·息君夫人》